# 波亞納伊爾韋伊鄉
47°21′N 24°44′E / 47.350°N 24.733°E
波亞納伊爾韋伊鄉（羅馬尼亞語：Comuna Poiana Ilvei, Bistrița-Năsăud），是羅馬尼亞的鄉份，位於該國西北部，由比斯特里察-訥瑟烏德縣負責管轄，面積14平方公里，海拔高度494米，2007年人口1,620，人口密度每平方公里116人。